# Joseph Harding
Joseph Harding (31 de octubre de 2002) es un deportista de Reino Unido que compite en atletismo. Ganó una medalla de oro en el Campeonato Europeo de Atletismo Sub-20 de 2021, en la prueba de 4 × 100 m.